# Frithjof van Thienen

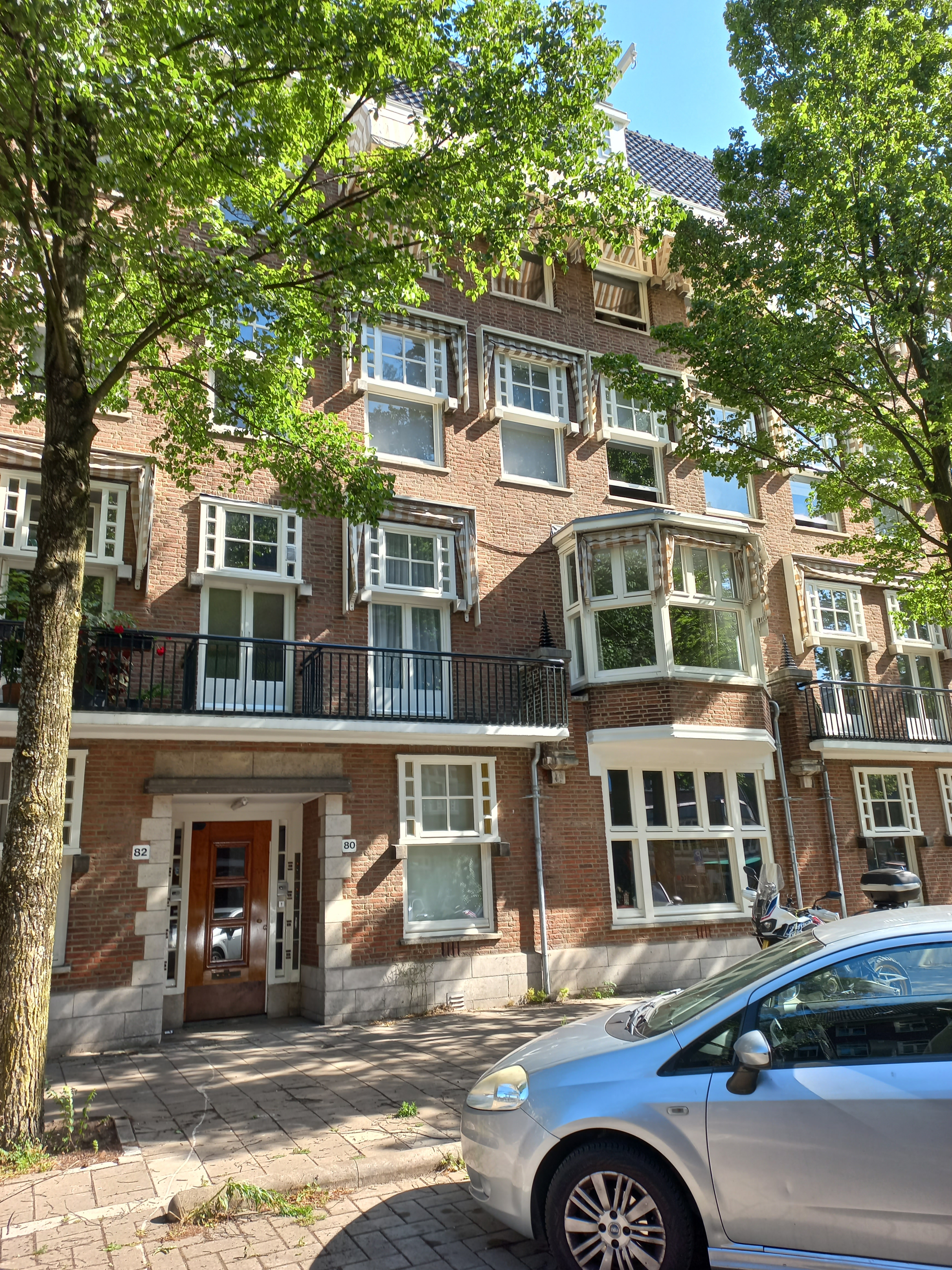
Portiek G van der Veenstraat 80 (juli 2023)

Prof. Dr. Frithjof Willem Sophi van Thienen, bekend als Fr.W.S. van Thienen, (Delft, 15 mei 1901 – Huajuápan de León, Mexico, 31 oktober 1969) was een Nederlands kunsthistoricus.

## Biografie
Hij was het enige kind van de blinde organist Willem van Thienen en Sophia Marij Susanna Meijer, beiden uit Nederlands-Indië. Hijzelf bleef ongetrouwd en woonde jarenlang aan de Euterpestraat in Amsterdam, in 1945 hernoemd naar Gerrit van der Veenstraat 80.
Hij doorliep het plaatselijk gymnasium te Delft en ging studeren aan de Rijksuniversiteit Utrecht alwaar hij afstudeerde onder Willem Vogelsang. Zijn proefschrift (getiteld Studiën zür Kostümgeschichte der Blütezeit Hollands) handelde over de geschiedenis van het kostuum in het Holland tussen 1600 en 1670. Hij werd gepromoveerd tot doctor in letteren en wijsbegeerte op basis van zijn proefschrift Das Kostüm der Blütezeit Hollands (1930). Hij werd docent aan de Academie van beeldende Kunsten in Den Haag (1933-1938) en was vanaf 1935 tevens verbonden aan het Gemeentemuseum Den Haag; eerst als onderzoeker, maar tussen 1938 tot 1943 ook als curator. Zijn werk daar legde de basis voor de collectie van het Nederlands kostuummuseum en Thienen leidde dan ook de Stichting Vrienden van het Nederlands Costuummuseum.
In die periode schreef hij twee monografieën over Johannes Vermeer en Pieter de Hooch. Hij liep in die periode echter ook in de val; het schilderij Emmaüsgangers zag hij in de voetsporen van Abraham Bredius aan voor een echte Vermeer, terwijl het (bleek later) een vervalsing was van Han van Meegeren. In 1941 publiceerde hij samen met Karel G. Boon Algemeene kunstgeschiedenis, een meerdelig boekwerk (1941-1951). In 1943, midden in de Tweede Wereldoorlog, werd hij benoemd tot hoogleraar aan de Rijksakademie van beeldende kunsten in Amsterdam, als opvolger van P.H. van Moerkerken jr. Het jaar daarop was hij er hoogleraar kunstgeschiedenis, weer een jaar later volgde een aanstelling aan de Theaterschool Amsterdam. Tussen 1945 en 1949 was hij schrijver voor het maandblad Apollo, Maandschrift voor literatuur en beeldende kunst.    
In 1948 was hij als adviseur verbonden aan de filmopnames van een korte film van Bert Haanstra, De Muiderkring herleeft.
In 1951 schreef hij Het Noord-Nederlands costuum van de Gouden Eeuw (The great age of Holland, 1600-1660). In 1952 was Van Thienen vicevoorzitter te Venetië alwaar een conferentie werd gehouden over de geschiedenis van het kostuum. In het seizoen 1952/1953 was hij gastdocent kunstgeschiedenis aan Rijksuniversiteit Groningen. Er volgden nog diverse publicaties tijdens zijn Amsterdamse periode, zoals Acht eeuwen kostuum (1967, over periode 1100-1967 bij W. de Haan, Hilversum) en Het doek gaat op over, vijfentwintig eeuwen in en om het theater (W. de Haan , Hilversum, 2000 exemplaren).    
Naast zijn werk was hij jarenlang voorzitter van de vereniging Het Toneelmuseum. Van 1963 tot 1967 was hij voorzitter van de International Federation of Theatre Research. Gedurende zijn leven ontwierp Van Thienen het decor voor allerlei toneelstukken en opera's, zoals Faust van Goethe, maar ook kostuums. Tevens schreef hij regieaanwijzingen.

## Eerbetoon
In 1967 werd hij benoemd tot officier in de Orde van Oranje-Nassau; in dezelfde categorie als graficus Maurits Cornelis Escher, letterkundige P.J. Kemp, musicus Felix de Nobel en kunstenaar Hendrik de Vries.
Geurt Brinkgreve legde de Thienen vast in een penning met aan de ene zijde zijn portret en aan de andere zijde een man die een schilderij bekijkt met onderschrift Amor Artis (Liefde voor de kunst).

## Overlijden
Hij overleed tijdens een vakantie in Mexico op 31 oktober 1969 aan een hartinfarct.
Dagblad Trouw omschreef nog dat hij betrokken was bij de besturen van het Toneelmuseum en het Nederlandse Pantomime.